# Christoph Heinrich Löber
Christoph Heinrich Löber, oder Loeber (* 25. Oktober 1634 in Weimar; † 1. November 1705 in Orlamünde), war ein deutscher Pastor und Superintendent. 
Christoph Heinrich Löber war 1654 Respondent an der Universität Jena. Ab 1659 war er Pfarrer in Gößnitz bzw. Hofprediger in Altenburg, bevor er 1665 zum Pfarrer und Superintendenten von Orlamünde berufen wurde. Im Jahre 1672 wurde er in Jena zum Dr. theol. promoviert.
Löber war ab 1659 mit Maria Beier (* 15. August 1639; † 9. Januar 1676), einer Tochter des Archidiakons Adrian Beier aus Jena, anschließend mit Anna Katharina Schmidt († 13. November 1700 in Orlamünde), einer Tochter des Pastors Christoph Schmidt aus Uhlstädt, verheiratet. Zu seinen Kindern gehörten der spätere Generalsuperintendent Christian Löber, der spätere Landeskircheninspektor Christoph Wilhelm Löber und der späterer Mediziner und Weißenfelser Bürgermeister Samuel Löber.